# Trung Phước
Trung Phước là một thị trấn thuộc huyện Quế Sơn, tỉnh Quảng Nam, Việt Nam.

## Địa lý
Thị trấn Trung Phước nằm ở phía đông bắc huyện Quế Sơn, có vị trí địa lý:
- Phía đông giáp xã Sơn Viên và xã Quế Lộc
- Phía tây giáp xã Phước Ninh và huyện Đại Lộc
- Phía nam giáp xã Ninh Phước
- Phía bắc giáp huyện Đại Lộc và huyện Duy Xuyên.

Thị trấn có diện tích 49,24 km², dân số năm 2022 là 11.466 người, mật độ dân số đạt 232 người/km².
Trên địa bàn thị trấn có sông Thu Bồn chảy qua.

## Hành chính
Thị trấn Trung Phước được chia thành 9 thôn: Đại Bình, Nông Sơn, Phước Viên, Trung An, Trung Hạ, Trung Nam, Trung Phước 1, Trung Phước 2, Trung Thượng.

## Lịch sử
Địa bàn thị trấn Trung Phước vốn là xã Quế Trung thuộc huyện Quế Sơn.
Xã Quế Trung được thành lập ngày 23 tháng 9 năm 1981 trên cơ sở tách ra từ xã Quế Lộc.
Ngày 8 tháng 4 năm 2008, xã Quế Trung chuyển sang trực thuộc huyện Nông Sơn mới được thành lập và là huyện lỵ của huyện này.
Ngày 13 tháng 2 năm 2023, Ủy ban Thường vụ Quốc hội ban hành Nghị quyết số 727/NQ-UBTVQH15 (nghị quyết có hiệu lực từ ngày 10 tháng 4 năm 2023). Theo đó, thành lập thị trấn Trung Phước trên cơ sở toàn bộ 49,24 km² diện tích tự nhiên và 11.466 người của xã Quế Trung.
Ngày 24 tháng 10 năm 2024, Ủy ban Thường vụ Quốc hội ban hành Nghị quyết số 1241/NQ-UBTVQH15 về việc sắp xếp đơn vị hành chính cấp huyện, cấp xã của tỉnh Quảng Nam giai đoạn 2023 - 2025. Nghị quyết này có hiệu lực thi hành từ ngày 01 tháng 01 năm 2025. Nhập toàn bộ diện tích tự nhiên là 471,64 km2, quy mô dân số là 35.438 người của huyện Nông Sơn vào huyện Quế Sơn. Theo đó, thị trấn Trung Phước trực thuộc huyện Quế Sơn.